# Thomas Cajetan Kelly
Thomas Cajetan Kelly OP (* 14. Juli 1931 in Rochester, New York; † 14. Dezember 2011 im Jefferson County, Kentucky) war ein römisch-katholischer Geistlicher und Erzbischof von Louisville.

## Leben
Thomas Cajetan Kelly trat 1951 der Ordensgemeinschaft der Dominikaner bei und studierte am Seminar St. Rose Priory, Springfield, Kentucky, und St. Joseph’s Priory, Somerset, Ohio. Er empfing am 5. Juni 1958 die Priesterweihe. Nach einem Lizenziat in Theologie am Studienhaus des Ordens in Washington, D.C. 1958 wurde er an der Päpstlichen Universität Heiliger Thomas von Aquin (Angelicum) 1962 in Kanonischem Recht promoviert. Er absolvierte Aufbaustudien an der Universität Wien und University of Cambridge. 1962 wurde er Sekretär der Geschäftsstelle seines Ordens in der St. Joseph-Provinz in New York City. 1965 übernahm er das Sekretariat, zudem das Archiv, der Apostolischen Delegation in Washington. 1971 wurde Kelly außerordentlicher Generalsekretär der Bischofskonferenz der Vereinigten Staaten und der Katholischen Konferenz in den USA (USCC); ab 1977 Generalsekretär in Washington, DC.
Papst Paul VI. ernannte ihn am 12. Juni 1977 zum Titularbischof von Tusuros und zum Weihbischof im Erzbistum Washington. Der Erzbischof von Cincinnati, Joseph Louis Bernardin, weihte ihn am 15. August desselben Jahres zum Bischof; Mitkonsekratoren waren James Steven Rausch, Bischof von Phoenix, und Eugene Antonio Marino SSJ, Weihbischof in Washington. Am 28. Dezember 1981 wurde er von Papst Johannes Paul II. zum Erzbischof von Louisville ernannt und am 18. Februar des nächsten Jahres in das Amt eingeführt. Er war wesentlich in der Planung für die ersten beiden päpstlichen Besuche in den Vereinigten Staaten beteiligt. Kelly war Mitglied zahlreicher Organisationen und Kommissionen. Er wurde mit mehreren Ehrendoktortiteln bedacht.
Am 12. Juni 2007 nahm Papst Benedikt XVI. seinen altersbedingten Rücktritt an.